# ワース・ストリート駅
ワース・ストリート駅 (Worth Street) はマンハッタン区シヴィック・センターのラファイエット・ストリートとワース・ストリートの交差点にあったニューヨーク市地下鉄IRTレキシントン・アベニュー線の廃駅である。1904年10月27日に開業、1962年9月1日に廃止された。

## 歴史
駅は1904年10月27日、145丁目駅からシティ・ホール駅までのマンハッタンにおける最初の地下鉄が開業した際にその他27駅と同時に開業した。
駅は、元々全ての急行通過駅と同じく5両編成の列車の入線に対応するためにホーム有効長は約200フィート（61メートル）であった。しかし、それでも少し有効長が足りず先頭車両前側ドアと後尾車両後側ドアはホームに掛からなかったためドアカットを行っていた。その後、ホーム端を"マンホール" (manholes)、つまり機器収納場所に職員がアクセスしやすくするよう延長を行った。延長は1910年に完了し、6両編成の各駅停車の入線にも対応することが可能になった。また、南行ホームは1948年にも延長され、10両編成、514フィート（157メートル）の列車の入線に対応した:1585。
1957年1月3日、ニューヨーク市交通局はブルックリン・ブリッジ-シティ・ホール駅の改装計画の一環として、当駅が2年以内に廃止されると発表した。この計画では、ブルックリン・ブリッジ-シティ・ホール駅ホームが10両編成の列車に対応できるように延長され、カーブしていたホームは撤去された。この際ホームは北に250フィート（76メートル）伸びることになり、ワース・ストリート駅とブルックリン・ブリッジ-シティ・ホール駅間の距離はわずか600フィート（180メートル）となったためワース・ストリート駅は廃止された。仮にワース・ストリート駅が営業を続けていた場合、駅間距離が短すぎるため各駅停車は速度が出せず所要時間が伸び、またこのような短い距離で正確に動作する信号設備は存在していなかったほか、配線の都合上現在各駅停車となっている深夜の4系統も当駅は通過せざるを得なかった。この計画は440万ドルの費用がかかり、完了まで2年が掛かると予測された。ブルックリン・ブリッジ-シティ・ホール駅の改装工事が終了した後、1962年9月1日にワース・ストリート駅は廃止された。なお、廃止後1995年までブルックリン・ブリッジ-シティ・ホール駅はホーム上の駅名標でブルックリン・ブリッジ-ワース・ストリート駅 (Brooklyn Bridge–Worth Street) と案内されていた。

## 駅構造
| G          | -                  | 地上階                    |
| P ホーム階 | 相対式ホーム、廃止 | 相対式ホーム、廃止        |
| P ホーム階 | 北行緩行線         | ← 深夜帯：通過 ← 通過     |
| P ホーム階 | 北行急行線         | ← 深夜帯以外：通過        |
| P ホーム階 | 南行急行線         | → 深夜帯以外：通過 →      |
| P ホーム階 | 南行緩行線         | → 深夜帯：通過 → → 通過 → |
| P ホーム階 | 相対式ホーム、廃止 |                           |

駅は相対式ホーム2面と緩行線2線・急行線2線を有した2面4線の地下駅であった。フォーリー・スクエア西側の歩道地下にあり、フェデラル・プラザ・ビルディングの建設が計画されていた時には駅がこの場所に位置するとした上で計画されたため、このビルは道路から離れた場所に位置することとなった。現在、駅のホームは撤去されておらずキャナル・ストリート駅 - ブルックリン・ブリッジ-シティ・ホール駅間を走行する列車の車内からホームを見ることができる。